# Leon Taylor
Pour les articles homonymes, voir Taylor.
Leon Taylor, né le 2 novembre 1977 à Cheltenham, est un plongeur britannique.

## Biographie
Aux Jeux olympiques d'été de 2004 à Athènes, Leon Taylor remporte la médaille d'argent dans l'épreuve du plongeon synchronisé à 10 mètres avec Peter Waterfield.